# Pedro Artola
Pour les articles homonymes, voir Artola.
Pedro María Artola Urrutia, né le 6 septembre 1948 à Andoain (Pays basque, Espagne) est un joueur de football espagnol qui évoluait au poste de gardien de but.

## Biographie
Artola remporte le Trophée Zamora, titre de meilleur gardien de but de La Liga avec le FC Barcelone en 1978. 
Il est appelé avec l'équipe d'Espagne lors de l'Euro 1980. Pourtant, il ne joue pas de match lors de ce tournoi.

## Palmarès
Barcelone
- Coupe d'Europe des vainqueurs de coupe : 1978–79, 1981–82
- Coupe d'Espagne : 1977–78, 1980–81, 1982–83
- Supercoupe d'Espagne : 1983
- Coupe de la Ligue : 1982–83

- Trophée Zamora : 1977–78